# Конвенције о сајбер криминалу у српском законодавству
Конвенција о сајбер криминалу је осмишљена у циљу спречавања дела која су усмерена против интегритета, поверљивости и доступности компјутерских система, мрежа и података, а самим тим и спречавања злоупотребе тих система, мрежа и података тако што ће се покренути казнене мере за такво деловање као што је описано у Конвенцији и при чему ће се применити казне за ефикасну борбу против кривичних дела, и на тај начин ће се на унутрашњем и међународном нивоу олакшати откривање, истрага и гоњење за извршена кривична дела и омогућити да се обезбеде услови за брзу и поуздану међународну сарадњу.

## Конвенција о сајбер криминалу у српском законодвству
Разлике у имплементацији Конвенције о сајбер криминалу у свету, односно у прихватању кривичних дела против тајности, неповредивости и доступности података као што су:
- неовлашћен приступ (члан 2)
- неовлашћено пресретање података (члан 3)
- мењање садржаја, брисање или оштећење података (члан 4)
- ометања нормалног рада рачунара (члан 5)
- производња, продаја, дистрибуције или употреба уређаја пројектованих у сврху почињења неког од претходно наведених кривичних дела (члан 6)

су приказане у следећој табели:
| Земље        | Члан 2 | Члан 3 | Члан 4 | Члан 5 | Члан 6 |
| Србија       | +      | +      | +      | +      | +      |
| Словенија    | +      | +      | +      | +      | -      |
| Хрватска     | +      | +      | +      | +      | +      |
| Немачка      | -      | +      | +      | +      | +      |
| САД          | +      | +      | +      | +      | +      |
| Аустрија     | +      | +      | +      | -      | -      |
| Шведска      | -      | -      | +      | +      | -      |
| Француска    | +      | +      | +      | +      | +      |
| В. Британија | +      | +      | +      | +      | +      |
| Јапан        | +      | +      | +      | -      | -      |
| Кина         | +      | +      | +      | +      | +      |

Република Србија је потписала 16. априла 2005. године у Хелсинкију како Конвенцију о сајбер криминалу, тако и Додатни протокол уз ту Конвенцију.
Основни значај ове Конвенције је формирање посебних државних органа који су специјализовани за борбу против сајбер криминала.
Законодавство Републике Србије је у периоду од априла 2005. до марта 2009. године усвојило више прописа којима се Конвенција сајбер криминала и Додатни протокол имплементирају у наш правни систем.
Међу њима су најважнији:
- Закон о организацији и надлежности државних органа за борбу против сајбер криминала,
- Кривични законик,
- Закон о одговорности правних лица за кривична дела,
- Законик о кривичном поступку,
- Закон о полицији,
- Закон о ауторским и сродним правима,
- Закон о телекомуникацијама,
- Закон о електронском потпису,
- Закон о посебним овлашћењима ради ефикасне заштите права интелектуалне својине, и
- Правилник о условима за пружање интернет услуга и садржају одобрења.

Народна скупштина Републике Србије је ратификовала Конвенцију о сајбер криминалу и Додатни протокол током марта 2009. године.
Након ратификације Конвенције о сајбер криминалу и Додатног протокола иноворани су Законик о кривичном поступку, а потом и Закон о организацији и надлежности државних органа за борбу против сајбер криминала и Кривични законик.
Услед тога Кривични законик је морао да буде усклађен са Конвенцијом о сајбер криминалу, док је Закон о организацији и надлежности државних органа за борбу против сајбер криминала морао да буде усклађен како са иновираним Кривичним закоником, тако и са новим законима о јавном тужилаштву, о уређењу судова и о седиштима и подручјима судова и јавних тужилаштава.

## Институционални облик за борбу против сајбер криминала у Србији
Због настанка сајбер криминала се створила потреба за ангажовањем посебно технички обучених стручњака, али и другачијом организацијом државних органа. Закон о организацији и надлежности државних органа за борбу против сајбер криминала, захтева организовање и опремање посебних државних органа који ће се бавити овом облашћу. Због тога је организована посебна служба у МУП-у, затим посебно тужилаштво и посебно истражно и претресно одељење Окружног суда у Београду. За кривична дела у области сајбер криминала су надлежни искључиво ти државни органи.

## Међународна регулатива сајбер криминала
Међународна Конвенција која регулише питање сајбер криминала је Конвенција о сајбер криминалу Савета Европе донета у Будимпешти 2001. године.
Конвенција је ступила на снагу 2004. године и омогућава државама да развију легислативу у борби против сајбер криминала.
Државе које су потписале Конвенцију:
- Албанија је потписала 2001. године. и ратификовала 2002. године.
- Босна и Херцеговина, потписла 2005. године. и ратификовала 2006. године.
- Бугарска потписала 2001. године. и ратификовала 2005. године.
- Хрватска потписала 2001. године. и ратификовала 2005. године.
- Мађарска посписала 2001. године и ратификовала 2003. године.
- Румунија је потписал 2001. године, а ратификовала 2004. године.,
- Словенија је потписала 2002. године, а ратификовала 2004. године.
- Србија која је потписала 2005. године. и ратификовала 2009. године.

Конвенција о сајбер криминалу се састоји из четирии дела:
- Први део Конвенције се састоји у објашњењу основних појмова.

- Други део Конвенције дефинише мере које треба да се предузму на националном нивоу, као што су кривична дела против тајности, целовитости и доступности рачунарских података и мрежа (неовлашћен приступ, оштећење података, мрежа, итд.), компјутерска кривична дела (неовлашћено уношење, брисање података, рачунарска превара, кривична дела везана за дечју порнографију, кривична дела против повреде ауторских и сродних права споредне одговорности и санкције (покушај, помагање, подстрекавање), одговорност правних лица, санкцијама, процесном праву, заштити људских права, одузимање средстава извршења кривичног дела, прикупљање рачунарских података у реалном времену, итд).

- У трећем делу се дефинише међународна сарадња у оквиру спровођења конвенције: општа начела, изручење, узајамна помоћ, информације, поступци, тајност и ограничења коришћења, хитно откривање заштићених података, узајамна помоћ у погледу приступању подацима, итд.

- Четврти део Конвенције обухвата завршне одредбе потписавања и ступања на снагу (приступање, територијална примена, изјаве, резерве, решавање спорова, отказ, итд.).